# Richie Rich (Film)
Richie Rich (Eigenschreibweise Ri¢hie Ri¢h) ist eine US-amerikanische Filmkomödie von Donald Petrie aus dem Jahr 1994. Der Film ist eine Comicverfilmung des gleichnamigen Comics aus dem Verlag Harvey Comics. Die Hauptrolle spielte Macaulay Culkin.

## Handlung
Richie Rich ist der Sohn des siebzigfachen Milliardärs Richard Rich und seiner Frau Regina Rich. Am Anfang werden seine Geburt und seine ersten Lebensjahre gezeigt. Als er zwölf Jahre alt ist, sind seine Eltern nach einem durch eine Bombe verursachten Flugzeugabsturz verschollen. Richie hätte an dieser Reise teilnehmen sollen. Unehrliche Angestellte, die den Anschlag auf die Familie verübt haben, versuchen daraufhin, sich der Firma und des Vermögens der Familie zu bemächtigen. Doch mit Unterstützung durch den treuen Diener Cadbury bietet ihnen Richie erst einmal Paroli und übernimmt erfolgreich die Leitung der Firma. Aufgrund einer Intrige wird Cadbury schließlich wegen des Verdachts, die Bombe gelegt zu haben, verhaftet. Richie wird nun von den Bösewichten auf dem Familienanwesen mehr oder minder eingesperrt, wo diese die „Schatzkammer“ der Eltern, in der sie die teuersten Wertgegenstände vermuten, ausrauben wollen. Doch Richie kann fliehen und mit der Unterstützung anderer Kinder, mit denen er sich zwischenzeitlich angefreundet hat, des Professors und des aus dem Gefängnis befreiten Cadburys seine Eltern anhand eines speziellen Mobiltelefons lokalisieren – im Schlafzimmer nebenan, gefesselt und geknebelt. Sie waren von den Bösewichten aus der im Meer treibenden Rettungsinsel gerettet worden, da die „Schatzkammer“ nur auf ihre Stimmen reagiert. Nach dem Öffnen stellt sich heraus, dass darin nur persönliche Gegenstände der Familie aufbewahrt werden, die für die Richs einen hohen emotionalen, aber kaum einen finanziellen Wert haben. Ein Baseballspiel mit den neuen Freunden beendet den Film.

## Kritiken
Roger Ebert schrieb in der Chicago Sun-Times vom 21. Dezember 1994, der Film zeige die alte Geschichte eines reichen Kindes. Er verglich den Film mit den Filmen der 1930er Jahre, denen er mehr als den modernen Filmen über Kinder ähnele. Ebert schrieb, dass er überrascht sei, dass der Film ihm gefalle.
Das Lexikon des internationalen Films urteilte: „Ein mit unaufdringlichen sozialkritischen Tönen perfekt inszenierter Film nach einem erfolgreichen Comic; sorgfältig auch in Charakterzeichnung und Darstellung.“

## Auszeichnungen
Macaulay Culkin wurde 1995 für den Negativpreis Goldene Himbeere nominiert.

## Hintergrund
Der Film wurde in Asheville (North Carolina), in Chicago, im Freizeitpark Six Flags Great America in Gurnee (Illinois) und in Gary (Indiana) gedreht. Er spielte in den Kinos der USA ca. 38,1 Millionen US-Dollar ein.
Im Jahr 1998 wurde die Fortsetzung Richie Rich – Die Wunschmaschine (Richie Rich’s Christmas Wish) mit David Gallagher in der Hauptrolle veröffentlicht.
Die Dreharbeiten mit der Achterbahn, die Richie Rich zu Weihnachten geschenkt bekommen hat und die im Garten des Anwesens der Riches steht, fanden auf der Achterbahn Iron Wolf im Freizeitpark Six Flags Great America (USA) statt. Diese steht heute unter dem Namen Firebird im Freizeitpark Six Flags America (USA).
Kinostart in den USA war am 21. Dezember 1994. In Deutschland lief der Film ab dem 9. Februar 1995.